# Alagoas (paquete)
O Alagoas foi um navio do tipo paquete construído na Inglaterra em 1884 e operado pela Companhia Brasileira de Navegação a Vapor (depois Lloyd Brasileiro) por um breve período até ser temporariamente incorporado a Marinha do Brasil para levar a família imperial brasileira para o exílio na Europa em 17 de novembro de 1889. Durante a Revolta da Armada (1893-1894) o navio atuou ao lado dos rebeldes sob o comando do 1º Tenente José Augusto Vinhais. Serviu de Quartel para Escola de Aprendizes-Marinheiros na Ilha do Governador. Em 1922 seu casco foi usado como alvo para os treinos dos encouraçados Minas Geraes e São Paulo. Devido ao seu mau estado de conservação e mesmo não sendo atingido pelos disparos naufragou logo em seguida, no dia 22 de fevereiro.

## Galeria

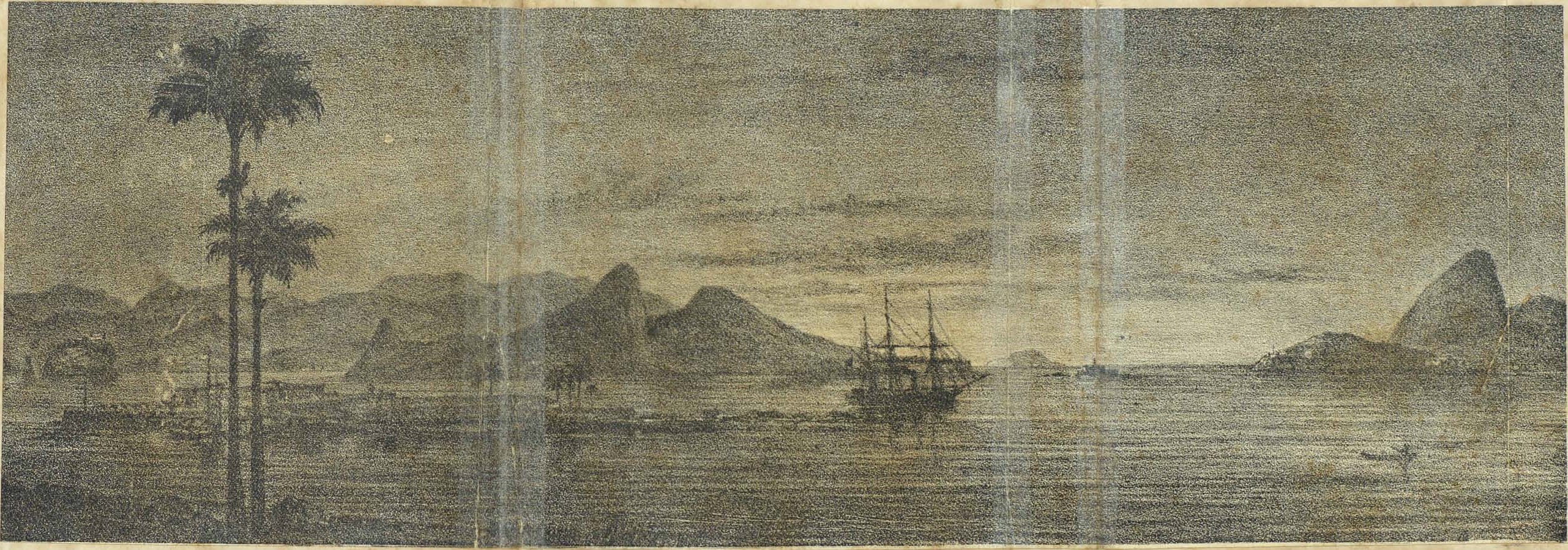
A Família Imperial partindo para o exílio no dia 17/11/1889, a bordo do vapor Alagoas.